# 詹姆斯·马格努森
詹姆斯·马格努森（英語：James Magnussen，1991年4月11日—），澳大利亚游泳运动员，出生于新南威爾斯州麦夸里港。詹姆斯·马格努森是前男子100米自由泳世界冠军获得者，并且以47秒10的成绩保持着男子100米自由泳项目世界第4的世界记录。
詹姆斯·马格努森共在包括奥运会、世界游泳锦标赛、英联邦运动会、泛太平洋游泳锦标赛在内的国际比赛中赢得过7枚奖牌，其中3枚金牌，3枚银牌和1枚铜牌。

## 职业生涯

### 2010年
在2010年澳大利亚游泳锦标赛，马格努森在男子100米自由泳项目中以49.43秒的成绩取得第三名，并入选澳大利亚国家队。在加利福尼亚州欧文市举办的2010年泛太平洋游泳锦标赛上，马格努森在男子在4×100米自由泳接力赛项目中赢得了他职业生涯的第一枚国际金牌。

### 2011年世界游泳锦标赛游泳比赛
在2011年世界游泳锦标赛上，马格努森总共赢得了三个金牌，两枚金牌和一枚银牌。马格努森在男子100米自由泳项目中以48.29秒的成绩赢得冠军。

### 2012年澳大利亚游泳锦标赛
2012年澳大利亚游泳锦标赛，同时也是澳大利亚奥运选拔赛。该项赛事上，马格努森在男子在50米和100米自由泳项目中夺得冠军，并赢得2012年伦敦奥运会的参赛资格。

### 2012年伦敦奥运会
2012年，詹姆斯·马格努森在伦敦奥运会上摘得一枚银牌和一枚铜牌。8月1日，詹姆斯·马格努森在男子100米自由泳决赛取得47.53秒的成绩，仅以0.01秒之差，与冠军失之交臂摘得银牌。马格努森在赛后接受记者采访时说，他认为自己他游出了最好的水平，但不幸的是那还不够的。

## 个人最好成绩
| 项目            | 成绩    | 赛事                 |
| 男子50米自由泳  | 21.74   | 2012年澳大利亚锦标赛 |
| 男子100米自由泳 | 47.10   | 2012年澳大利亚锦标赛 |
| 男子200米自由泳 | 1:49.09 | 2011昆士兰州锦标赛   |

| 项目            | 成绩    | 赛事                             |
| 男子50米自由泳  | 21.84   | 2012年新南威尔士游泳锦标赛排位赛 |
| 男子100米自由泳 | 46.82   | 2012年澳大利亚游泳锦标赛         |
| 男子200米自由泳 | 1:44.12 | 2011年澳大利亚游泳锦标赛         |

## 参看
- 伊恩·索普

## 外部連結
- 2012伦敦奥运会简介